# Ministero degli affari economici e della politica climatica
Il Ministero degli affari economici e del clima (in olandese: Ministerie van Economische Zaken en Klimaat; EZK) è un dicastero del governo olandese responsabile per le politiche economiche del paese con deleghe in materia di clima, commercio, energia, industria, sviluppo e telecomunicazioni.
L'attuale ministro è Micky Adriaansens, in carica dal 10 gennaio 2022, affiancata dal Ministro senza portafoglio per il clima e l'energia Rob Jetten.

## Storia
Il Ministero è stato creato nel 1905 come Ministero dell'Agricoltura, dell'Industria e del Commercio e ha avuto diversi cambi di nome prima di diventare Ministero degli Affari Economici nel 1946. Nel 2010 il Ministero dell'Agricoltura, della Natura e della Qualità Alimentare è stato unito al Ministero degli Affari economici ed è stato ribattezzato Ministero degli Affari economici, dell'agricoltura e dell'innovazione. Nel 2012 il nome è stato ripristinato come Ministero degli Affari economici, ma ha assunto le responsabilità dell'ex Ministero dell'Agricoltura. Nel 2017 è stato ripristinato il Ministero dell'agricoltura, della natura e della qualità alimentare, e il Ministero degli affari economici ha assunto diversi portafogli delle politiche ambientali dal Ministero delle infrastrutture e dell'ambiente, che è stato ribattezzato Ministero delle infrastrutture e della gestione delle risorse idriche e con il Ministero degli affari economici è stato ribattezzato Ministero degli affari economici e della politica climatica.

## Organizzazione
Il Ministero è presieduto da un Ministro, un Ministro senza portafoglio con deleghe su clima ed energia e da un Segretario di Stato mentre la direzione del dicastero è affidata al segretario generale.
Il Ministero è suddiviso in direzioni generali, servizi, agenzie ed uffici, ed organi amministrativi indipendenti:
- Direzioni generali
  - Clima ed energia
  - Commercio ed innovazione
- Agenzie, servizi ed uffici
  - Agenzia delle telecomunicazioni (AT)
  - Agenzia per le imprese (RVO)
  - Supervisione statale delle miniere (SodM)
  - Ufficio per l'analisi della politica economica (CPB)
- Organi amministrativi indipendenti
  - Autorità per i consumatori e il mercato (ACM)
  - Ufficio centrale di statistica (CBS)
  - Camera di commercio (KvK)
  - Consiglio per l'accreditamento (RvA)